# Duck Island (ö i Australien, Victoria)
Duck Island är en ö i Australien. Den ligger i delstaten Victoria, omkring 52 kilometer sydväst om delstatshuvudstaden Melbourne. Arean är 0,14 kvadratkilometer. Den sträcker sig 0,6 kilometer i nord-sydlig riktning, och 0,5 kilometer i öst-västlig riktning.
Genomsnittlig årsnederbörd är 939 millimeter. Den regnigaste månaden är juni, med i genomsnitt 128 mm nederbörd, och den torraste är januari, med 44 mm nederbörd.